# Eccidio di Valdobbiadene
L'eccidio di Valdobbiadene fu l'esecuzione sommaria di circa 50 prigionieri appartenenti alla Xª Flottiglia MAS, eseguito dai partigiani della Brigata Garibaldi "Mazzini", avvenuto tra il 3 e il 5 maggio 1945 nei dintorni di Valdobbiadene.

## I fatti
Tra il 3 e il 5 maggio 1945 alcuni elementi delle brigata "Mazzini" sottoposero una cinquantina di prigionieri, civili e militari legati alla Xª Flottiglia MAS, ad un processo sommario in cui sia l'accusa che la difesa erano costituite dagli stessi mazziniani. Gli imputati, dopo essersi arresi, aver consegnato armi, automezzi, denaro e ogni loro avere, furono arrestati, processati, giudicati colpevoli e rinchiusi presso la caserma della Guardia di Finanza di Valdobbiadene, allora divenuta sede della brigata. I prigionieri furono quindi divisi in tre gruppi che furono condotti rispettivamente a Segusino, Saccol di Valdobbiadene, e Madean di Combai, dove vennero uccisi.                                                                                                               Il primo gruppo fu condotto nel bosco della Rondola, a poco più di un chilometro da Segusino ed ivi mitragliato .                                                                                                                                              Il secondo gruppo fu trasportato presso una grotta usata nella Grande Guerra in località Saccol di Valdobbiadene, quando i prigionieri furono tutti rinchiusi nella galleria vennero uccisi a raffiche di mitra e dilaniati con delle bombe a mano.                                                                                                                                                                                                                                                      Il terzo gruppo fu portato nel bosco del Madean a Combai di Miane, nei pressi di una cavità naturale profonda una trentina di metri conosciuta come "Bus della Spinoncia", l'esecuzione si svolse con modalità molto simili a quelle usate dai partigiani titini nella ex Jugoslavia, i prigionieri legati tra loro con del filo di ferro, condotti sull'orlo della forra e colpiti con raffiche di mitra. Successivamente fu versato del liquido infiammabile nella voragine e appiccato il fuoco, nel tentativo di occultare la strage.

## I superstiti
Due furono i sopravvissuti e testimoni diretti delle stragi: l'avellinese Carlo Armando del Battaglione Nuotatori Paracadutisti X Mas, scampato all'eccidio di Saccol e il soldato palermitano Scarpulla sfuggito dalla strage della foiba Spinoncia a Combai. Armando fu testimone nell'indagine condotta da Giuseppe Sotgiu, maresciallo della caserma dei carabinieri di Valdobbiadene. Scarpulla non diede più notizie di sé, la sua testimonianza fu raccolta dal parroco di Falzè di Piave don Marcello Favero .

## Il "Rapporto Sotgiu"
Il Maresciallo Maggiore Giuseppe Sotgiu, comandante della stazione dei carabinieri di Valdobbiadene da giugno 1945, avviò un'indagine sugli eccidi e nel 1950 stese un dettagliato rapporto, detto "Rapporto Sotgiu". Il maresciallo mise in evidenza la brutalità riservata ai militari della R.S.I., alcuni dei quali seviziati e fucilati senza nemmeno procedere all'identificazione, pose inoltre l'attenzione su materiali e denari consegnati dagli stessi alla Brigata Mazzini, dei quali non rimase traccia, in particolare su due ufficiali della X Mas, i Sottotenenti Rubino Ettore e De Benedictis Paolo, che sarebbero stati eliminati affinché non rivelassero l'ingente quantità di denaro di cui erano entrati in possesso i mazziniani.

## Seguiti giudiziari
Nel 2005 il pm militare di Padova, Sergio Dini, ha aperto un fascicolo per accertare fatti e responsabilità, in base al rapporto di servizio n. 52 del 17 giugno 1950 redatto dal maresciallo maggiore dei Carabinieri Giuseppe Sotgiu. L'indagine riguardava anche altri due avvenimenti controversi: la strage di Lamosano e l'eccidio del Bus de la Lum. Dini riteneva che sia il Decreto Luogotenenziale 12 aprile 1945, sia l'amnistia Togliatti non potessero coprire il fatto: il primo riguarda infatti solo le azioni di guerra, quindi gli atti compiuti per la necessità di lotta contro i fascisti, mentre la seconda escludeva i casi di sevizie particolarmente efferate. In ogni caso, osserva il pm, le leggi nazionali non possono prevalere sul diritto internazionale, e quindi sulle varie convenzioni relative al trattamento dei prigionieri di guerra.
Il 9 agosto 2007 l'indagine venne archiviata dal giudice per le indagini preliminari per insufficienza di prove, dovuta principalmente a irreperibilità, infermità o decesso dei presunti responsabili del fatto.